# 9-я византийская малая хроника
9-я византийская малая хроника — историческое сочинение, озаглавленное как «Компиляционная хроника» (греч. Χρονικόν μερικόν). Названа по изданию П. Шрайнера, где эта хроника приведена под номером 9. Сохранилась в рукописи сер. XV в. Состоит из 54 заметок, охватывающих период с 1315 по 1453 гг. Описывает события политической истории Византии, взаимоотношения с турками-османами, семейные дела Палеологов, историю византийской церкви и пр.

## Издания
- P. Schreiner. Die byzantinischen kleinchroniken. V. 1. Wien, 1975, p. 89-100.

## Переводы на русский язык
- 9-я византийская малая хроника в переводе А. С. Досаева на сайте Восточной литературы